# Kari Seitz

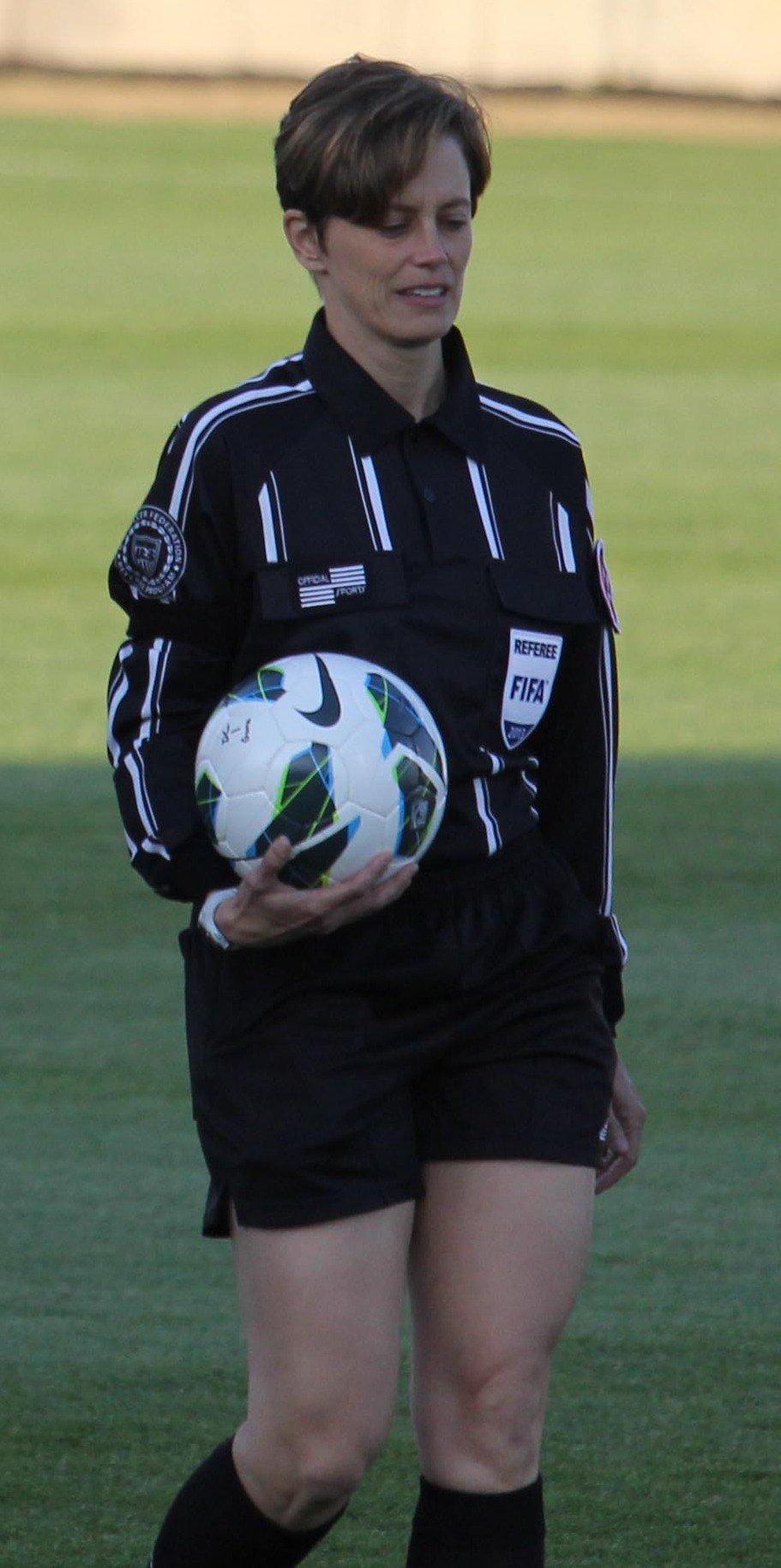
Kari Seitz vor einem Spiel der NWSL (2013)

Kari Seitz (* 2. November 1970 in den USA) ist eine ehemalige US-amerikanische Fußballschiedsrichterin und hat als einzige Offizielle (Männer wie Frauen) Spiele bei vier Fußball-Weltmeisterschaften geleitet. Derzeit ist sie „leitende Managerin in der FIFA-Abteilung für Schiedsrichterwesen“.

## Karriere

### Liga
Seitz war als Schiedsrichterin in der ersten professionellen US-Frauenliga Women’s United Soccer Association (WUSA, 2001–2003) tätig, ebenso wie in der Nachfolgeliga Women’s Professional Soccer (WPS, 2009–2011), in der sie bereits als erfahrenste Schiedsrichterin galt. Im Jahr 2002 wurde sie als WUSA-Schiedsrichterin des Jahres geehrt. Im letzten Jahr ihrer Karriere leitete Seitz in der neugegründeten National Women’s Soccer League (NWSL) noch einmal professionelle Frauenfußballspiele im Ligabetrieb und pfiff unter anderem am 31. August 2013 das Meisterschaftsfinale Western New York Flash gegen Portland Thorns FC. Zudem war sie zeitweise in der höchsten US-amerikanischen Männerfußballliga Major League Soccer (MLS) tätig.

### International
Seitz war international von 1999 bis zu ihrem Rücktritt im Jahr 2013 als FIFA-Schiedsrichterin tätig. Sie leitete bei der Fußball-Weltmeisterschaft der Frauen 1999 mit der Partie Australien gegen Ghana ihr erstes WM-Spiel. Im Jahr 2003 nahm sie als Schiedsrichterin bei der ersten U-19-Fußball-Weltmeisterschaft der Frauen in Kanada teil und leitete bei der WM 2003 vier Gruppenspiele sowie das Viertelfinale China gegen Kanada. Bei der Fußball-Weltmeisterschaft der Frauen 2007 kam sie zweimal zum Einsatz, jeweils in der Gruppenphase. Auch bei der Fußball-Weltmeisterschaft 2011 leitete Seitz Spiele, darunter das Spiel um Platz drei, wodurch sie – als bisher einzige Schiedsrichterin – an vier Fußball-Weltmeisterschaften teilnahm.
Kari Seitz leitete auch Spiele bei den Olympischen Sommerspielen 2004 und 2008 sowie beim CONCACAF Women’s Gold Cup 2010. Ferner leitete sie 2005 bei der Fußball-Europameisterschaft der Frauen ein Gruppenspiel und das Halbfinale Norwegen gegen Schweden. Bei den Olympischen Spielen 2012 leitete sie das erste Spiel zwischen Großbritannien und Neuseeland. Sie ist damit neben Jenny Palmqvist (Schweden) die einzige Schiedsrichterin, die bei drei olympischen Fußballturnieren zum Einsatz kam.
Seitz’ letzte Partie als FIFA-Schiedsrichterin war das Freundschaftsspiel USA gegen Australien (4:0) am 20. Oktober 2013 in San Antonio. Am 27. Oktober 2013 kam sie beim Spiel USA gegen Neuseeland nochmals als vierte Offizielle zum Einsatz.
Seitz leitete, ebenso wie die beiden Deutschen Christine Frai und Elke Frielenbach, acht Spiele der deutschen Fußballnationalmannschaft der Frauen und wurde nur von der Kanadierin Carol Chenard übertroffen, die zehn Spiele der deutschen Mannschaft leitete.